# Coolgardie
Coolgardie er en by i Vestaustralien. Den ligger øst for Perth og er en mine- og turistby. Byen blev til i 1892.